# Régiment de Nice
Le régiment de Nice est un régiment d’infanterie du royaume de France créé en 1678.

## Création et différentes dénominations
- 8 décembre 1678 : création du régiment de Saint-Laurent (piémontais)
- 8 mai 1691 : division en régiment Royal-Savoie et régiment de Nice, suivant le titre du comté de Nice
- 28 janvier 1715 : incorporation d’une partie du régiment de Peri (italien)
- 12 juillet 1715 : incorporation d’une partie du régiment de Montroux (italien)
- 18 février 1749 : renforcé par incorporation du régiment de La Tour d’Auvergne
- 10 décembre 1762 : incorporé dans le régiment de Lyonnais

## Équipement

### Drapeaux
3 drapeaux, dont 1 blanc Colonel et 2 d’Ordonnance, « fonds rouges traversez en ondes bleues dans les quarrez & bordures bleues aux croix blanches ».
Drapeaux fond rouge avec une bordure bleue ondée en dedans ; chaque carré traversé diagonalement par une bande bleue ondée.

Drapeaux d’Ordonnance
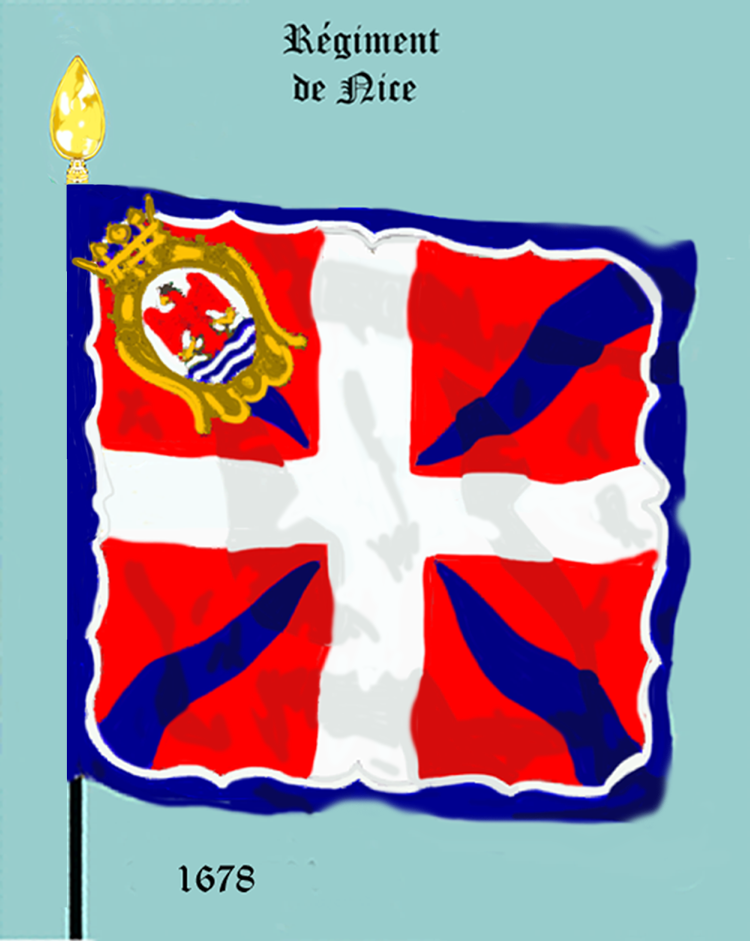
régiment de Nice de 1678 à 1691
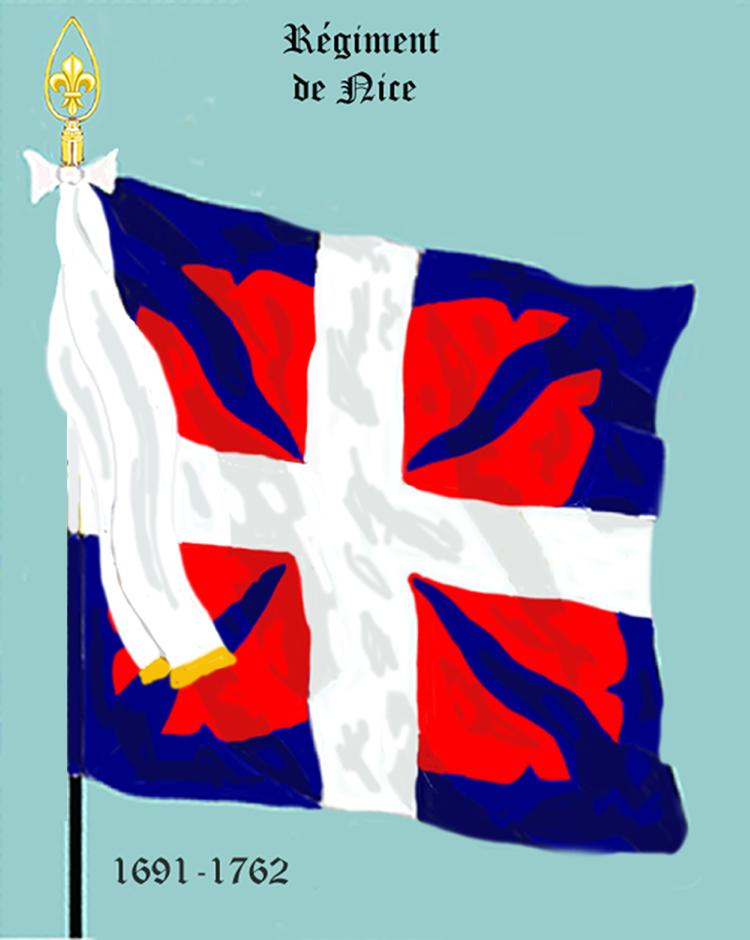
régiment de Nice de 1691 à 1762

### Habillement
Veste rouge ; boutons et galon de chapeau dorés ; poches en long garnies de 3 boutons ; autant sur les manches.

Uniformes du régiment de Nice
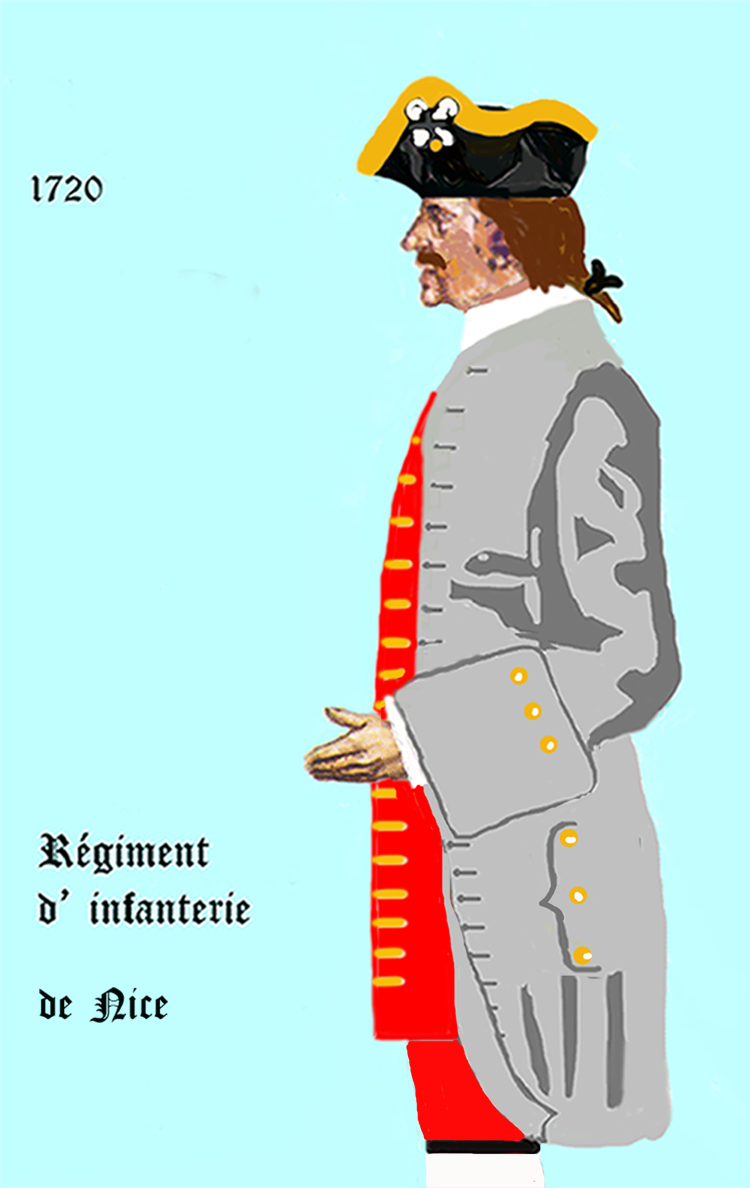
de 1720 à 1734
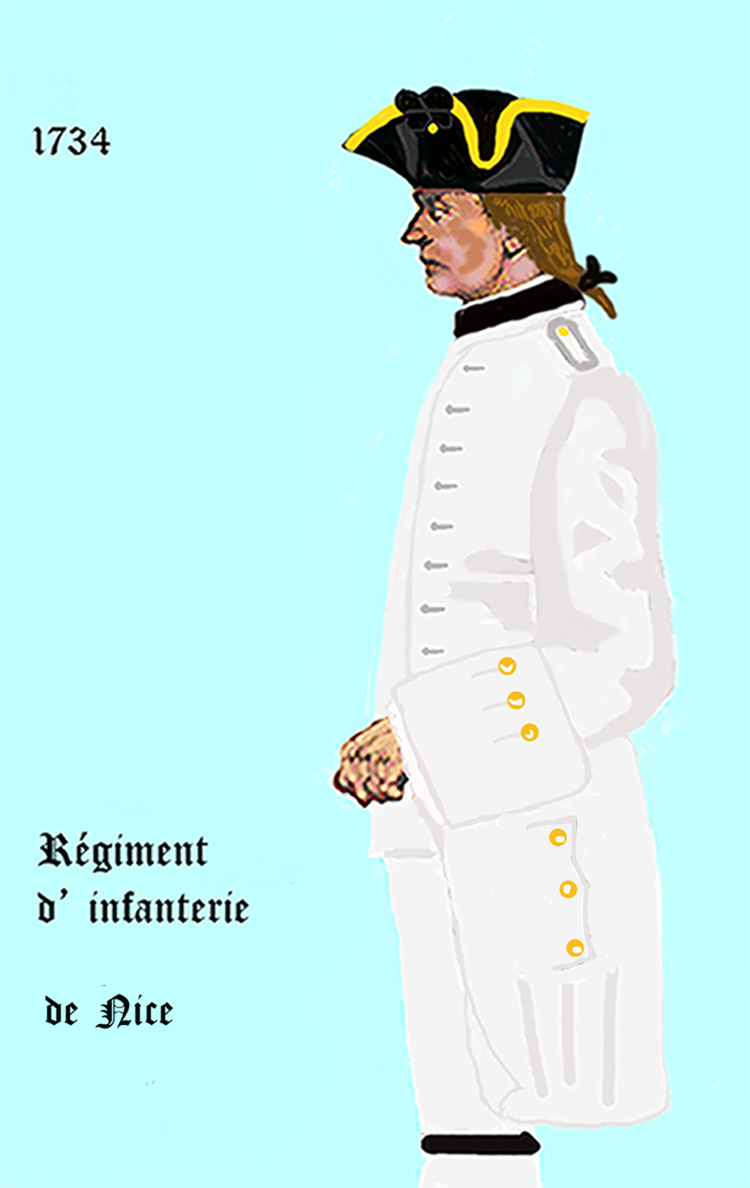
de 1734 à 1757

## Historique

### Colonels et mestres de camp
- 8 décembre 1678 : Jean-Baptiste de Ferrero, marquis de Saint-Laurent, brigadier le 24 août 1688, maréchal de camp le 28 septembre 1695, lieutenant général des armées du roi le 10 février 1704
- 11 mars 1708 : marquis de Serent, fils du précédent, † 1709
- 21 septembre 1709 : Jean-Baptiste de Ferrero, marquis de Saint-Laurent (2e fois)
- 4 février 1716 : deuxième fils du précédent, † 1719
- 31 décembre 1719 : Jean-Baptiste de Ferrero, marquis de Saint-Laurent (3e fois)
- 30 janvier 1721 : troisième fils du précédent, † 1723
- 25 août 1723 : Jean-Baptiste de Ferrero, marquis de Saint-Laurent (4e fois)
- 9 avril 1724 : Louis-François de Damas, marquis d’Anlezy, gendre du précédent, brigadier le 1er janvier 1740, maréchal de camp le 2 mai 1744, lieutenant général le 10 mai 1748
- 10 septembre 1744 : Louis Gilbert Gaspard de La Queille-Châteaugay, comte de La Queille, brigadier le 10 mai 1748, † 3 mai 1758 âgé de 43 ans
- mai 1758 : Jacques Gabriel Louis Le Clerc, marquis de Juigné, né en mai 1727, brigadier le 10 février 1759, déclaré maréchal de camp en décembre 1762 par brevet expédié le 25 juillet
- 1758 : vicomte de La Tournelle
- 1761 : chevalier de La Tour du Pin

### Composition
régiment de Saint-Laurent
- 8 décembre 1678 : 16 compagnies de 50 hommes, constituées des officiers et soldats italients de 4 régiments du duc de Savoie qui voulaient continuer à servir en France : Ducal, Savoie, Saluces, Chablais et Genevois
- janvier 1689 : porté à 32 compagnies

régiment de Nice
- 8 mai 1691 : 12 compagnies de 100 hommes
- avril 1698 : réduit à 8 compagnies de 100 hommes
- 15 décembre 1699 : réduit à 6 compagnies
- 20 mars 1700 : compagnies réduites à 80 hommes
- 20 avril 1701 : compagnies portées à 110 hommes, sauf la Colonelle, qui pouvait en avoir jusqu’à 180
- 25 février 1715 : compagnies réduites à 100 hommes
- en 1734 : 53 officiers, un bataillon, 685 soldats, sergents et tambours
- 20 octobre 1746 : création d’un deuxième bataillon
- 15 novembre 1748 : suppression du deuxième bataillon, à l’exception de la compagnie de grenadiers attachée au premier bataillon
- 18 février 1749 : deuxième bataillon constitué de celui du régiment de La Tour d’Auvergne

### Campagnes et batailles
- 1689 : Flandre
- 1er juillet 1690 : Fleurus
- 1691 : Mons
- 1692 : Namur, Steenkerque (3 août)
- 1693 : Neerwinden (29 juillet), Charleroi
- 1694 : défense de Namur
- 1695 : Meuse et Moselle jusqu'à la paix
- 1702 : Allemagne
- 1703 : Trèves, Traërbach, Brisach, Landau, Speyerbach (15 novembre)
- 13 août 1704 : Hochstedt
- 1705 : Flandre
- 1706 :
  - 1er mars 1706 : Une sentence est rendue au conseil de guerre tenu du régiment de Nice, à Lille. Le nommé La Pierre, soldat de la lieutenance colonelle, s’étant battu en duel, l’épée à la main, avec le soldat La Lune, de la compagnie de Villeneuve, dont ledit La Lune a été tué, et ledit La Pierre ayant déserté 4 jours après, le conseil de guerre en contumace condamne ledit La Pierre à être pendu en effigie sur la place de cette ville, où le dit régiment sera mis en bataille.
  - 23 mai 1706 : Ramillies
- 11 juillet 1708 : Audenarde
- 1709 : défense de Mons
- 1710 : défense d’Aire ; Flandre jusqu'à la paix
- 1733 : Allemagne
- 1734 : Kehl, Philippsbourg (2 juin - 18 juillet)
- 1742 : Passage du Rhin[2] Guerre de Bohême ; siège  de Prague
- 27 juin 1743 : Dettingen
- 1744 : Fribourg
- 1746 : Flandre, Mons, Charleroi, Raucoux (11 octobre)
- 2 juillet 1747 : Lawfeld
- 1748 : Maëstrich
- 1755 : camp de Valence)
- 1756 : Minorque
- 1757 : côtes de Bretagne
- 1761 : défense de Belle-Isle

Lors de la réorganisation des corps d'infanterie français de 1762, les deux bataillons du régiment de Nice sont incorporés dans le régiment de Lyonnois. Ainsi, le régiment de Nice disparait pour toujours.

### Quartiers
- 1746 : Marsal
- Neuf Brisach[1]